# 布莱恩·威尔逊 (体操运动员)
布莱恩·威尔逊（英語：Blaine Wilson，1974年8月3日—），美国男子竞技体操运动员。他曾代表美国获得2004年夏季奥运会体操比赛男子团体全能银牌。他也参加了1996年和2000年夏季奥运会。